# 1. FC Slovácko
1. FC Slovácko, grundad 1927, är en fotbollsklubb i Uherské Hradiště i Tjeckien. Klubben spelar säsongen 2022/2023 i Tjeckiens högstadivision, 1. česká fotbalová liga.
Klubben grundades 1927 med namnet SK Staré Město, och spelade under 1900-talet uteslutande i Tjeckoslovakiens respektive Tjeckiens lägre divisioner. Säsongen 1999/2000 blev klubben för första gången uppflyttad till högstadivisionen, och bytte i samband med det namn till 1. FC Synot efter en sammanslagning med Slovácká Slavia Uherské Hradiště från samma stad. Synot kvalificerade sig därefter för spel i Intertotocupen tre år i rad, och slog bland annat ut svenska Helsingborgs IF i andra omgången 2002. 2004 tog klubben sitt nuvarande namn, 1. FC Slovácko.
2022 vann Slovácko sin första historiska titel efter att ha besegrat Sparta Prag med 3–1 i den tjeckiska cupfinalen. Klubben kvalificerade sig därmed för tredje kvalomgången i Europa League nästkommande säsong, men blev där utslagen av turkiska Fenerbahçe efter förlust med 1–4 över två matcher. Slovácko ställdes därefter mot svenska AIK i playoff till Europa Conference League, och kvalificerade sig för gruppspel efter att ha vunnit med 4–0 över två matcher.

## Meriter

### Nationella
- Tjeckiska cupen (1): 2022